# Neobrachypterus darwini
Neobrachypterus darwini är en skalbaggsart som beskrevs av Josef Jelínek 1979. Neobrachypterus darwini ingår i släktet Neobrachypterus och familjen kullerglansbaggar. Inga underarter finns listade i Catalogue of Life.